# Ilustrowana karta pocztowa

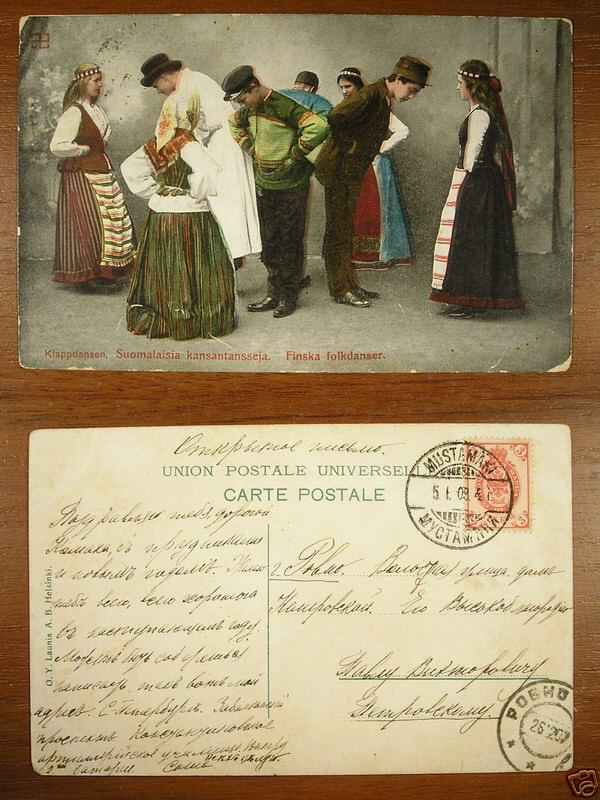
Przykład ilustrowanej karty pocztowej z rysunkiem na stronie nieadresowej

Ilustrowana karta pocztowa – karta pocztowa z fotografią, rysunkiem lub reprodukcją umieszczoną na:
- stronie adresowej (przeważnie w lewej części),
- części strony nieadresowej,
- całej stronie nieadresowej (np. widokówka).

Ilustrowana karta pocztowa z wydrukowanym znakiem opłaty to całostka pocztowa.